# Nomophila squalidalis
Nomophila squalidalis là một loài bướm đêm trong họ Crambidae.